# Championnats du monde de roller de vitesse 1994
Navigation
Édition précédente Édition suivante
Les championnats du monde de roller course 1994, ont lieu du 22 au 28 août 1994 à Gujan-Mestras, en France.

## Podiums

### Femmes
| Épreuves           | Or                                                      | Argent                                                  | Bronze                                         |
| Piste              | Piste                                                   | Piste                                                   | Piste                                          |
| ------------------ | ------------------------------------------------------- | ------------------------------------------------------- | ---------------------------------------------- |
| 300 m              | Gypsy Tidwell                                           | Valerie Dieumegard                                      | Nora Vega                                      |
| 500 m sprint       | Cheryl Ezzell                                           | Gypsy Tidwell                                           | Valérie Dieumegard                             |
| 1 500 m sprint     | Vicci King                                              | Elisabetta Giorgini                                     | Debby Ann Tilling                              |
| 5 000 m            | Vicci King                                              | Sandrine Plu                                            | Debby Ann Tilling                              |
| 10 000 m           | Theresa Cliff-Ryan                                      | Debra Beveridge                                         | Rosana Sastre                                  |
| 5 000 m par équipe | États-Unis Theresa Cliff-Ryan Cheryl Ezzell Gypsy Lucas | Australie Debra Beveridge Desley Hill Debby Ann Tilling | Allemagne Michaela Heinz Grit Lange Anne Titze |
| Route              |                                                         |                                                         |                                                |
| 300 m              | Nora Vega                                               | Desley Hill                                             | Sheila Herrero                                 |
| 500 m              | Desley Hill                                             | Heather Laufer                                          | Eva Maria Richardson                           |
| 1 500 m            | Sheila Herrero                                          | Eva Maria Richardson                                    | Heather Laufer                                 |
| 5 000 m à point    | Sheila Herrero                                          | Sandrine Plu                                            | Debby Ann Tilling                              |
| 10 000 m           | Theresa Cliff-Ryan                                      | Debra Beveridge                                         | Rosanna Saitta                                 |
| Longue distance    |                                                         |                                                         |                                                |
| 21 097 m           | Heather Laufer                                          | Sandrine Plu                                            | Debby Ann Tilling                              |

### Hommes
| Épreuves            | Or                                                       | Argent                                        | Bronze                                               |
| Piste               | Piste                                                    | Piste                                         | Piste                                                |
| ------------------- | -------------------------------------------------------- | --------------------------------------------- | ---------------------------------------------------- |
| 300 m               | Tony Muse                                                | Mickael Bolivard                              | Brayden Jones                                        |
| 500 m sprint        | Derek Parra                                              | Tony Muse                                     | Mickael Bolivard                                     |
| 1 500 m sprint      | Chad Hedrick                                             | Tony Muse                                     | Pascal Gravouil                                      |
| 10 000 m à point    | Martin Escobar                                           | Derek Parra                                   | Arnaud Gicquel                                       |
| 20 000 m            | Dante Muse                                               | Chad Hedrick                                  | Arnaud Gicquel                                       |
| 10 000 m par équipe | Australie Brayden Jones Christopher Luxton Glen Margetts | États-Unis Chad Hedrick Tony Muse Derek Parra | Belgique Nico Briffaerts Wouter Heytens Davy Willems |
| Route               |                                                          |                                               |                                                      |
| 300 m               | Tony Muse                                                | Derek Parra                                   | Franck Tarray                                        |
| 500 m               | Tony Muse                                                | Franck Tarray                                 | Anthony Dodd                                         |
| 1 500 m             | Derek Parra                                              | Arnaud Gicquel                                | Dirk Breder                                          |
| 10 000 m à point    | Martin Escobar                                           | Derek Parra                                   | Arnaud Gicquel                                       |
| 20 000 m            | Arnaud Gicquel                                           | Dante Muse                                    | Martin Escobar                                       |
| Longue distance     |                                                          |                                               |                                                      |
| 42 195 m            | Derek Parra                                              | Arnaud Gicquel                                | Martin Escobar                                       |

## Tableau des médailles
- Pays organisateur

| Rang  | Nation     | Or | Argent | Bronze | Total |
| ----- | ---------- | -- | ------ | ------ | ----- |
| 1     | États-Unis | 16 | 10     | 1      | 27    |
| 2     | Argentine  | 3  | 1      | 5      | 9     |
| 3     | Australie  | 2  | 4      | 6      | 12    |
| 4     | Espagne    | 2  | 0      | 1      | 3     |
| 5     | France     | 1  | 8      | 7      | 16    |
| 6     | Italie     | 0  | 1      | 1      | 2     |
| 7     | Allemagne  | 0  | 0      | 2      | 2     |
| 8     | Belgique   | 0  | 0      | 1      | 1     |
| Total | Total      | 24 | 24     | 24     | 72    |